# Solidaridad
Solidaridad is een ontwikkelingshulporganisatie met als belangrijkste doel de bestrijding van armoede in Latijns-Amerika, Azië en Afrika. Solidaridad is in Nederland onder andere bekend als organisatie achter Fair Trade, Max-Havelaarkoffie, Oké-bananen en Kuyichi-jeans.

## Geschiedenis
Solidaridad werd in 1969 opgericht als bisschoppelijke adventsactie voor Latijns-Amerika en kreeg in 1971 een oecumenische karakter doordat de Nederlandse Hervormde Kerk en een aantal kleinere kerken hun Latijns-Amerikaanse projectenwerk bij Solidaridad onderbrachten. Tot 1996 richtte Solidaridad zich alleen op Latijns-Amerika, sindsdien ook op projecten in Afrika en later ook op Azië.
In het bestuur waren de Katholieke Kerk, de Protestantse Kerk in Nederland en enkele kleinere kerken zoals het Doopsgezinde Broederschap, de Remonstrantse Broederschap en de Oudkatholieke Kerk vertegenwoordigd.
In 2010 stopte Solidaridad de adventsactie in de Nederlandse parochies, nadat ze de Nederlandse Bisschoppenconferentie verzocht hadden om de laatste bepalingen die haar nog aan de Katholieke Kerk bonden te mogen laten vallen.  Eerder had de Protestantse Kerk Nederland zich al statutair van Solidaridad losgemaakt omdat Solidaridad haar specifiek christelijke identiteit had opgegeven. Daarna werd de organisatie omgevormd tot een netwerkorganisatie met wereldwijd negen regionale kenniscentra onder toezicht van vijf continentale organisaties, die in 13 sectoren werken aan duurzame economische ontwikkeling. 
In 2015 had Solidaridad volgens de jaarrekening inkomsten van ruim 21 miljoen euro, waarvan 7,6 miljoen euro uit eigen fondsenwerving en 14 miljoen euro subsidie. Er werd 20,2 miljoen besteed aan de doelstelling, waarvan 0,6 miljoen aan communicatie en voorlichting. De kosten voor werving van inkomsten bedroegen 0,8 miljoen en de kosten voor management en administratie 135 duizend euro.

## Activiteiten
Solidaridad is een wereldwijde netwerkorganisatie voor internationale samenwerking. Met bijna 50 jaar ervaring in de verduurzaming van productieketens werkt Solidaridad samen met partners in de productieketen – van boer tot multinational – aan eerlijke producten, die geen schade toebrengen aan mens of milieu en voor iedereen winstgevend zijn. Solidaridad werkt wereldwijd in 13 productieketens en is actief op vijf continenten vanuit negen internationale kenniscentra.